# Dominantie (genetica)

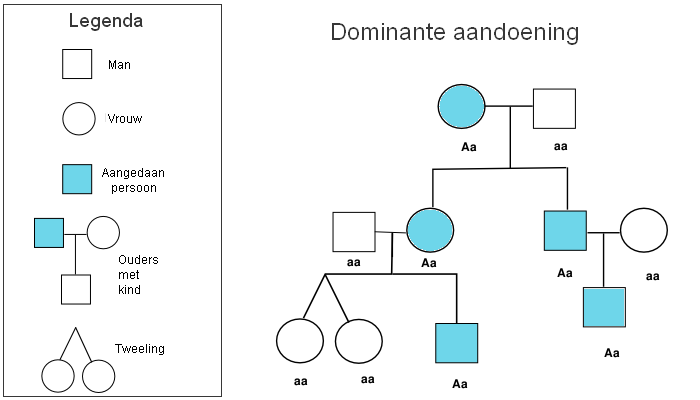
Overerving van een dominante eigenschap

Dominantie is het tot uiting (genexpressie) komen van een genetische eigenschap bij een diploïd organisme die slechts een van de twee allelen (kopieën) van een gen (òf die op het van de moeder afkomstige chromosoom òf die op het van de vader afkomstige chromosoom). Het niet tot expressie komende allel is recessief.
Bij polyploïde organismen zijn er meer dan twee allelen van een gen aanwezig. Bij een tetraploïd is dit bijvoorbeeld vier. Als er  vier recessieve allelen aanwezig zijn, is dit een nulliplex, bij twee een duplex, bij één een triplex en een quadriplex heeft vier dominante allelen.

## Penetrantie
Dominante eigenschappen komen niet altijd bij elk individu dat het dominante allel draagt volledig tot uiting, de penetrantie van het gen is dan niet volledig. Als een dominant gen bij 80% van de dragers van het gen tot uiting van de eigenschap leidt, is de penetrantie 80%.

## Schematische weergaven
In de genetica wordt het dominante allel aangeduid met een hoofdletter en het recessieve allel met een kleine letter. Personen homozygoot voor het dominante allel worden aangeduid met AA. Heterozygote personen hebben één dominant en één recessief allel en worden aangeduid met Aa. Personen homozygoot voor het recessieve allel worden aangeduid met aa. Zowel personen met AA als personen met Aa zullen dus de dominante eigenschap A tot uiting brengen.
In een genetische stamboom (zie de afbeelding) wordt overzichtelijk gemaakt hoe een dominante eigenschap overerft in een familie. Bij stambomen zoals op de afbeelding kan gedacht worden aan een autosomaal dominante eigenschap of aandoening.
Met behulp van een Vierkant van Punnett kan snel inzicht worden verkregen in de mogelijke allelen bij nakomelingen van een ouderpaar van wie de allelen bekend zijn.

## Autosomaal dominant overervende aandoeningen
Niet alleen positieve of neutrale eigenschappen kunnen overgeërfd worden volgens het autosomaal dominante patroon. Ook aandoeningen kunnen op deze manier overerven.
Kenmerken van een autosomaal dominante vorm van overerving zijn:
- een van de ouders heeft de aandoening ook
- de aandoening komt bij mannen en vrouwen in gelijke mate voor
- voor elk volgend kind van dezelfde ouders is de kans op herhaling 50%

### Voorbeelden
Voorbeelden van autosomaal dominante aandoeningen zijn erfelijke borstkanker, erfelijke darmkanker, frontotemporale dementie, de ziekte van Huntington, het syndroom van Apert, myotone spierdystrofie, het syndroom van Marfan en hemochromatose.

## Evolutionair voordeel van sommige dominante mutaties
Als door een afwijking in een gen, mutatie, een ander eiwit wordt aangemaakt en zo bijvoorbeeld resistentie geeft tegen een voor de plant schadelijk organisme (o.a. schimmel, insect of aaltje), dan kan zo'n afwijking deze plant voordeel opleveren en zal deze mutatie in de populatie de overhand krijgen.